# Hattmatt
Hattmatt je občina v departmaju Bas-Rhin francoske regije Alzacija.
Leta 1990 je v občini živelo 591 oseb oz. 142 oseb/km².